# Seymour Benzer
Seymour Benzer (né le 15 octobre 1921 – mort le 30 novembre 2007) est un physicien, biologiste moléculaire et généticien comportemental américain. Il a mené ses recherches dans des laboratoires de l'université Purdue et au California Institute of Technology (Caltech),,.
Il a été membre de l'Académie des sciences de France et des États-Unis, de la Société américaine de philosophie et de la Royal Society. Il est l'objet des livres Time, Love, Memory: A Great Biologist and His Quest for the Origins of Behavior (1999) de Jonathan Weiner et Reconceiving the Gene: Seymour Benzer's Adventures in Phage Genetics de Lawrence Holmes.

## Biographie
Benzer naît à Bensonhurst de Meyer B. et Eva Naidorf, deux Ashkénazes. Il a deux sœurs aînées.
L'une de ses premières expériences scientifiques consiste à avoir disséqué une grenouille qu'il avait attrapée. Benzer se souvient également d'avoir reçu un microscope comme cadeau pour son treizième anniversaire, ce qui aurait contribué à développer sa passion. La lecture de Arrowsmith de Sinclair Lewis aurait également eu un fort impact sur le jeune Benzer, qui terminera ses études secondaires à l'âge de 15 ans.
En 1938, il commence à étudier au Brooklyn College. Il y rencontrera Dorothy Vlosky, qu'il épousera à New York en 1942. Le couple aura deux filles : Barbie (Barbara) et Martha Jane.
Benzer obtient un diplôme en physique, puis déménage par la suite à l'université Purdue,,.
Seymour Benzer obtient un Ph.D. en physique de l'état solide en 1947 et est engagé comme professeur à Purdue. Cependant, inspiré par le livre Qu'est-ce que la vie ? d'Erwin Schrödinger, les intérêts de Benzer se déplacent vers la biologie. Il se met ainsi à étudier la génétique bactériophage. Il est chercheur postdoctoral au laboratoire de Max Delbrück de Caltech, puis retourne à Purdue. Il y développe le système T4 rII (en).
En 1967, Benzer retourne travailler à Caltech, cette fois en génétique comportementale.
Benzer meurt d'une attaque à l'hôpital Huntington (en) de Pasadena.

## Prix et distinctions
- Membre de l'Académie américaine des arts et des sciences (1959)[11]
- Prix Gairdner (1964)
- Prix Albert-Lasker pour la recherche médicale fondamentale (1971)
- Prix Louisa-Gross-Horwitz de l'université Columbia (1976)[12]
- Prix Harvey (1977)
- National Medal of Science (1982)
- médaille Thomas Hunt Morgan (en) (1986)
- Prix Wolf de médecine (1991)
- Prix Crafoord (1993)
- Prix international de biologie (2000)
- prix de neurosciences NAS (en) de l'Académie nationale des sciences (2001)[13]
- March of Dimes Prize in Developmental Biology (2003)
- Prix Gairdner (2004) (seconde fois)
- Bower Award and Prize for Achievement in Science (2004)
- Albany Medical Center Prize (2006)